# Scaphytopius atrafrons
Scaphytopius atrafrons är en insektsart som beskrevs av Delong 1943. Scaphytopius atrafrons ingår i släktet Scaphytopius och familjen dvärgstritar. Inga underarter finns listade i Catalogue of Life.